# Antoni Filipowicz (fitopatolog)
Antoni Józef Filipowicz (ur. 23 grudnia 1940 w Przemyślu, zm. 1 września 2018) – polski specjalista w zakresie fitopatologii i ochrony roślin, prof. dr hab.
Był związany z lubelską uczelnią przyrodniczo-rolniczą przez całe życie zawodowe: w 1965 uzyskał dyplom magistra inżyniera na Wydziale Rolniczym ówczesnej Wyższej Szkoły Rolniczej i został asystentem w Instytucie Ochrony Roślin na Wydziale Ogrodniczym, doktoryzował się w 1974, ale już na Akademii Rolniczej, i w tej samej jednostce był adiunktem. Po uzyskaniu habilitacji w zakresie ochrony roślin - fitopatologii (1983) był docentem i profesorem nadzwyczajnym w Katedrze Fitopatologii i Techniki Ochrony Roślin, potem profesorem w Katedrze Kwarantanny i Ochrony Roślin (od 1995). Kierował tą katedrą w latach 1995–2011 (od 2008 już na Uniwersytecie Przyrodniczym). Wcześniej, w latach 1987–1990 piastował funkcję prodziekana Wydziału Ogrodniczego Akademii Rolniczej. Staże naukowe odbył w Wielkiej Brytanii (1966) i ZSRR (1987). Był członkiem Towarzystwa Przyjaciół Nauk w Przemyślu oraz Komitetu Ochrony Roślin Wydział V – Nauk Rolniczych, Leśnych i Weterynaryjnych – Polskiej Akademii Nauk. 
W pracy naukowej zajmował się grzybami chorobotwórczymi roślin motylkowych, roślin ozdobnych i zbóż. 
W latach 2002–2018 był kawalerem Zakonu Rycerskiego Świętego Grobu Bożego w Jerozolimie. Był odznaczony m.in. Złotym Krzyżem Zasługi i Medalem Komisji Edukacji Narodowej.
Zmarł 1 września 2018. Został pochowany na cmentarzu przy ulicy Lipowej w Lublinie.